# Seich
Seich (okzitanisch Sèish) ist eine französische Gemeinde mit 88 Einwohnern (Stand: 1. Januar 2022) im Département Hautes-Pyrénées in der Region Okzitanien (bis 2015 Midi-Pyrénées). Sie gehört zum Arrondissement Bagnères-de-Bigorre und zum Gemeindeverband Neste Barousse.

## Geografie
Die Gemeinde Seich liegt in den Pyrenäen zwischen den Landschaften Bigorre und Comminges, etwa 15 Kilometer südöstlich von Lannemezan und etwa 30 Kilometer nordwestlich der Grenze zu Spanien. Das 7,17 km² umfassende Gemeindegebiet zieht sich sechseinhalb Kilometer nach Süden entlang den Gebirgsflüssen Nistos und Ruisseau d’Arize bis in eine nicht mehr von Straßen erschlossene waldreiche Bergwildnis. Die Gemeinde hat keinen gewachsenen Dorfkern, sie besteht aus einer Ansammlung von Einzelhöfen und kleinen Weilern, von denen Pied de Seich, Prat de Souil, Arize und Haussadets einen Namen haben. Das Rathaus (mairie) befindet sich im Norden der Gemeinde auf 655 m über dem Meer auf einem Bergrücken.
Westlich und östlich des Arizetales hat das Gebiet der Gemeinde einen ausgeprägten Mittelgebirgscharakter mit mehreren Gipfeln über 1000 m Höhe.
Zu diesen gehören:
| westlich des Arizetales - Mont du Rat 1065 m - Mont Sieut 1143 m - Pic de l’Artiguche 1514 m (höchster Punkt in der Gemeinde) | östlich des Ariègetales - Südwestflanke des Pic de Mont Caup 1212 m |

Umgeben wird Seich von den Nachbargemeinden Montégut im Norden, Générest im Nordosten, Sacoué im Südosten, Nistos im Westen sowie Bize im Nordwesten.

## Ortsname
Zur Zeit der französischen Gemeindegründungen Ende des 18. Jahrhunderts gab es die Schreibweisen Saiches und Seiches. Man nimmt an, dass sich der Ortsname aus dem lateinischen saxum für Stein, Fels herleiten lässt.

## Administrative Zugehörigkeit
Während des Ancien Régime gehörte Seich zur Sénéchaussée von Toulouse im Pays des Quatre-Vallées, dem Tal von Barousse und der Baronie von Bize. Das Gebiet um die Weiler Arize und Haussadets kam 1964 aus dem Gemeindegebiet von Sacoué zur Gemeinde Seich.

## Bevölkerungsentwicklung
| Jahr      | 1962 | 1968 | 1975 | 1982 | 1990 | 1999 | 2006 | 2014 | 2022 |
| Einwohner | 60   | 83   | 85   | 74   | 76   | 74   | 73   | 85   | 88   |

In den Jahren 1846 und 1851 wurden mit jeweils 366 Bewohnern die bisher höchsten Einwohnerzahlen ermittelt. Die Zahlen basieren auf den Daten von cassini.ehess und INSEE.
Im Jahr 2012 betrug die Gesamtzahl der Wohnungen in der Gemeinde 572. Von diesen waren 55,3 % Hauptwohnsitze, 35,4 % Zweitwohnungen und 9,3 % standen leer.

## Sehenswürdigkeiten
- zwei Flurkreuze

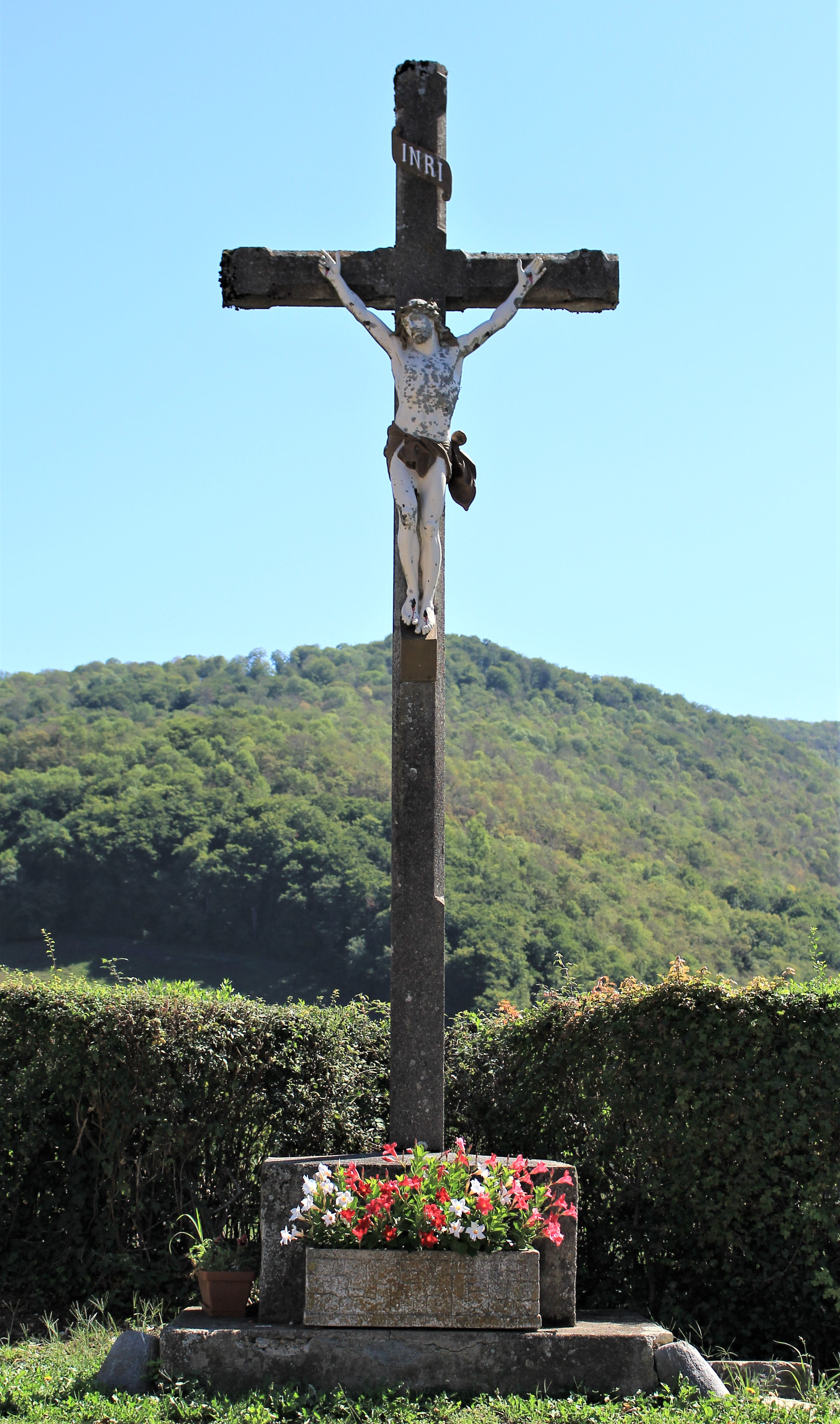
Fluekreuz
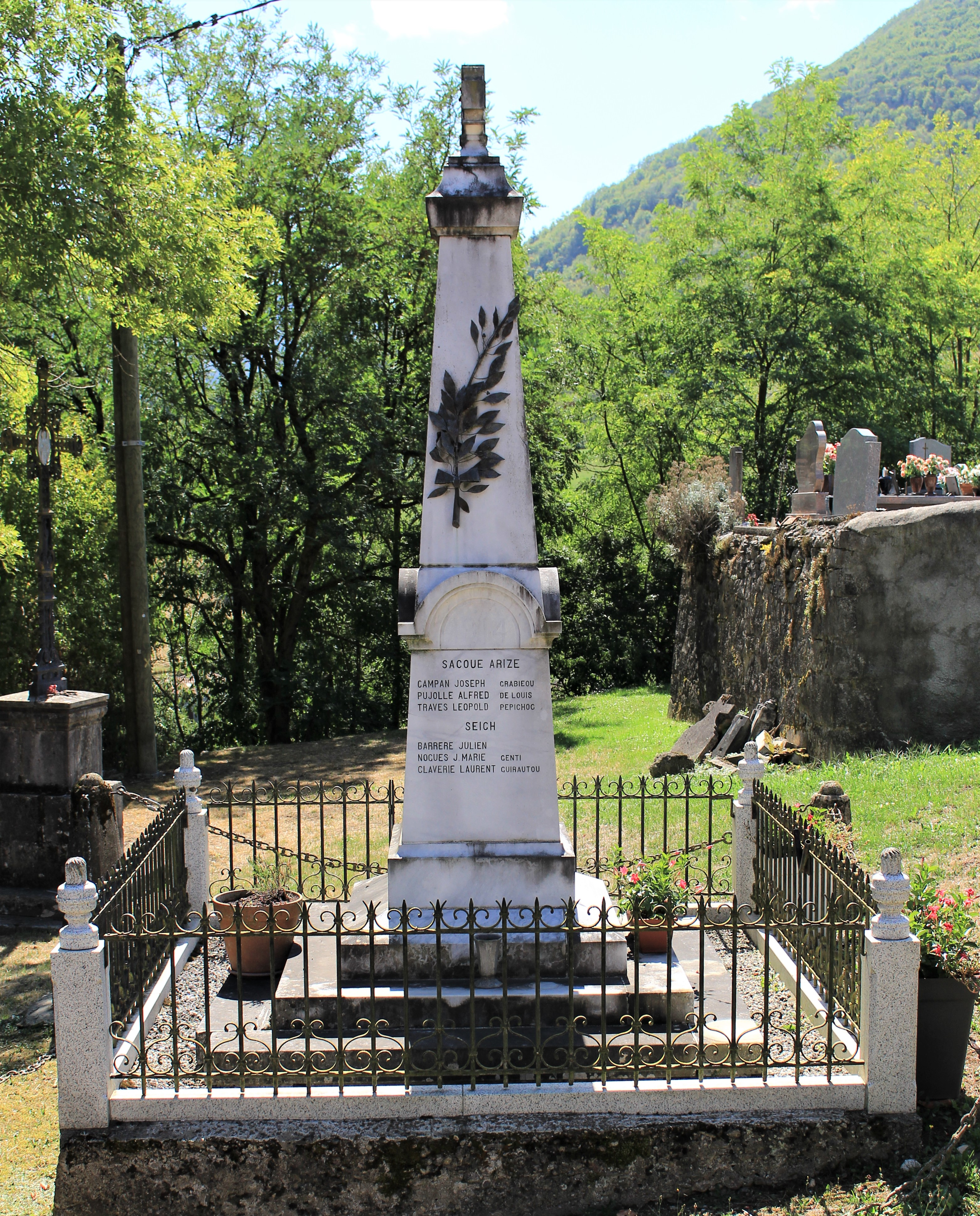
Gefallenendenkmal

In Seich gibt es keine Kirchen und keine Kapellen. Für die Seelsorge ist die Himmelfahrts-Kirche (Église de l’Assomption) im Nachbarort Nistos-Bas zuständig.

## Wirtschaft und Infrastruktur
Seich ist bäuerlich geprägt. In der Gemeinde sind sieben Landwirtschaftsbetriebe ansässig (Futtermittelanbau, Rinder-, Schaf- und Ziegenhaltung). Touristisch ist die Gemeinde nicht entwickelt. Ein Skigebiet (Station de Nistos-Cap Nestès) befindet sich wenige Kilometer südwestlich von Seich in der Gemeinde Nistos.
Die Gemeinde Seich liegt in einer abgelegenen Gebirgsgegend, die nur von Norden her erreichbar ist. Nach Süden endet die Straße D 375 am Einzelgehöft Grange Barrail auf 825 m über dem Meer als Sackgasse. In der 17 Kilometer nordöstlich gelegenen Gemeinde Montréjeau besteht ein Anschluss an die Autoroute A645. Hier befindet sich auch der nächstgelegene Bahnhof an der Bahnstrecke Toulouse–Bayonne.

## Belege
1. ↑  Michel Grosclaude und Jean-Francois Le Nai: Intégrant les travaux de Jacques Boisgontier, Dictionnaire toponymique des communes des Hautes-Pyrénées, Tarbes, Conseil Général des Hautes-Pyrénées, 2000, S. 348 (ISBN 2-9514810-1-2, notice BnF no FRBNF37213307)
2. ↑  Seich auf archivesenligne65.fr (französisch)
3. ↑  Seich auf cassini.ehess
4. ↑  Seich auf INSEE
5. ↑  Statistik auf insee.fr
6. ↑  Landwirtschaftsbetriebe auf annuaire-mairie.fr (französisch)